# Helconinae
De Helconinae zijn een onderfamilie van vliesvleugeligen uit de familie schildwespen (Braconidae).

## Geslachtengroepen en geslachten
- Brulleiini
  - Brulleia

- Diospilini
  - Aspigonus
  - Baeacis
  - Depelbus
  - Diospilus
  - Notodios
  - Schauinslandia
  - Taphaeus
  - Topaldios

- Helconini
  - Aspicolpus
  - Austrohelcon
  - Calohelcon
  - Helcon
  - Parahelcon
  - Trichiohelcon
  - Wroughtonia